# 百福殿
百福殿，唐朝长安太极宫中的宫殿之一。位于两仪殿之西百福门之内。
武德九年（626年）三月，唐高祖在此殿宴见各地朝集使，奏九部乐。贞观六年（632年）正月甲戌，唐太宗宴少数民族使者与三品以上官于百福殿。永徽初，唐高宗令陈王师赵弘智于百福殿讲《孝经》，召中书门下三品及弘文馆学士、太学儒者，并预讲筵。龙朔三年（663年）二月庚戌，唐高宗令皇太子于百福殿虑囚。开元四年（716年）六月甲子，太上皇睿宗逝于此殿。宣宗大中元年（847年）二月，修百福殿院八十间。

## 资料来源
- 《唐代长安辞典》